# Lyz Parayzo

Lyz Parayzo utilizando a Unha Navalha #2, da série Próteses Bélicas, 2018

Lyz Parayzo (Rio de Janeiro, 22 de março de 1994), é uma artista trans e não binária, multidisciplinar que trabalha com a performance, escultura, joalheria e audiovisual, utilizando seu corpo como principal suporte de sua produção e plataforma de pesquisa. Suas obras investigam questões sociais sobre corpos periféricos e marginalizados, e a dicotomia sexo-gênero na sociedade, desafiando uma estrutura social marcada pelo colonialismo e patriarcado. Vive e trabalha entre Rio de Janeiro e Paris.

## Vida e Carreira
Lyz Parayzo nasceu em 1994, em Campo Grande, bairro localizado no subúrbio do Rio de Janeiro, Brasil. Cresceu cercada por mulheres, numa família de classe baixa inserida em um contexto religioso evangélico e espírita. Foi durante a adolescência que começou a questionar sua  sexualidade e identidade de gênero, passando a identificar-se como uma mulher transexual, identidade essa que custou a ser aceita por sua família.
Em 2013 ingressou na graduação em Artes Cênicas na Universidade Federal do Estado do Rio de Janeiro (UNIRIO), porém abandonou o curso ao final do segundo semestre, devido às dúvidas quanto à continuidade dos estudos. Ainda em 2013 ela inicia como bolsista na Escola de Artes Visuais do Parque Lage, onde realiza cursos de formação livre até 2016.
Em 2016 é convidada a participar da 2ª Gran Bienal Tropical, realizada em Porto Rico. Nos anos seguintes suas obras integraram importantes exposições no Rio de Janeiro, São Paulo, Porto Alegre, Portugal e Suíça, entre elas estão: “Histórias da Sexualidade”, realizada em 2017 no Museu de Arte de São Paulo (MASP);  “Mulheres na Coleção do MAR”, em 2018 no Museu de Arte do Rio de Janeiro e “História de mulheres, histórias Feministas”, 2019, também realizada no Masp.
No início de 2018, Lyz Parayzo se muda para São Paulo para realizar uma residência artística na FAAP (Fundação Armando Alvares Penteado). No ano seguinte realiza sua primeira exposição individual, intitulada “Quem tem medo de Lyz Parayzo?”, que ocorreu na Galeria Verve em São Paulo (Brasil), entre agosto e outubro de 2019, nela Parayzo apresenta um de seus trabalhos mais famosos, “Bixinhas” (2018),  uma série de esculturas em alumínio.
Nos últimos anos suas obras tomaram uma certa notoriedade entre curadores, galeristas e críticos de arte. Em 2017, a artista foi indicada pela primeira vez ao Prêmio Pipa; já em 2018 foi finalista do Prêmio EDP das Artes, realizado pelo Instituto Tomie Ohtake. Sendo novamente indicada nos anos de 2020 e 2021 ao Prêmio Pipa.
Desde 2019 Lyz Parayzo vive entre Rio de Janeiro (Brasil) e Paris (França), onde realiza sua especialização no programa de Mestrado da École Nationale Supérieure des Beaux-Arts.

## Obra

Lyz Parayzo, partes do zine/manifesto EAV AVE YZO, 2015

Lyz Parayzo possui uma produção artística forte e potente, suas obras abordam questões que atingem corpos periféricos e dissidentes da sociedade; sua vivência enquanto mulher trans não-binária e periférica é indissociável de seu trabalho, que num primeiro momento utiliza principalmente de seu corpo como suporte. Abordando as urgências de seu cotidiano, a artista desafia a lógica colonial, patriarcal e heteronormativa em que não só ela, mas também a história da arte estão inseridas.
Durante sua carreira houve três momentos em que suas obras foram fortemente censuradas, todas elas durante seus estudos na Escola de Artes Visuais do Parque Lage, cenário marcado pela desigualdade social entre alunos pagantes e bolsistas, uma temática abordada de forma crítica nos trabalhos censurados pela instituição. A primeira delas, Secagem Rápida (2016), foi uma intervenção fotográfica em banheiros masculinos na qual dispunha uma série de fotografias de seu próprio anus. A segunda obra censurada foi EAV AVE YZO (2016), uma crítica a desnecessária sofisticação do cardápio da cantina do Parque Lage,  o que tornava inacessível o acesso às refeições do espaço pelos alunos bolsistas. A terceira e última vez aconteceu durante a realização da performance conjunta com o artista Augusto Braz intitulada Fato Indumento (2015-2018), nela Lyz se localizava sobre um tijolo, seminua, enquanto Braz rasgava pedaços de papeis cor de rosa, que se assemelhavam a papel higiênico barato, e os colava no corpo da artista formando um longo vestido, com o qual ela desfilou ao final da performance.

### Putinha Terrorista - 2016

Lyz Parayzo, Parayzo Tropical da série Putinha Terrorista, 2016

Putinha Terrorista foi um série de panfletos confeccionados por Parayzo, neles a artista retrata seu corpo nu ou seminu em posições eróticas, assumindo para si o papel de prostituta; junto de sua imagem se encontravam dizeres sobre seus serviços além de números telefônicos e endereços de famosas galerias de arte do Rio de Janeiro. Os panfletos eram jogados, de forma aleatória, nas portas de galerias durante inaugurações de exposições de arte. Lyz Parayzo buscava transfigurar e reescrever o lugar marginalizado em que se encontra a prostituição, em algo potente criticando e invadindo os espaços museológicos.

### Manicure Política - 2016 a 2019

Lyz Parayzo, 6º Salão Parayzo, dispositivo itinerante da performance Manicure Política, 2016

Lyz Parayzo mergulha em sua ancestralidade ao reviver e evidenciar a realidade de sua avó e de sua mãe na performance Manicure Política, realizada treze
vezes entre os anos de 2016 a 2019. Na obra, que Parayzo classifica como sendo um “Dispositivo Itinerante”, a artista monta um salão de beleza, que nomeia de “Salão Parayzo”, em espaços distantes do circuito da arte (prédios abandonados, praças de bairros, beiras de calçada, ónibus) e se dispõe a pintar as unhas de estranhos com um esmalte na cor Impala Paraíso Perolado. Durante a ação, enquanto conversava com seus “clientes”, a artista os questionava sobre o que é ser mulher na atual estrutura social, evidenciando as problemáticas em torno dessa questão, a violência de gênero e as raízes patriarcais da sociedade.

Lyz Parayzo, Gargantilha Lança da série Próteses Bélicas, 2018

### Próteses Bélicas - 2016 a 2019
Nessa obra, Lyz Parayzo, confecciona uma série de acessórios (colares, pulseiras, brincos e sutiãs) em prata, alguns ainda eram banhados a ouro e até cravejados por pequenas pedras brilhantes. A certa distância essas peças se mostravam belas e requintadas, porém logo se observava sua real função: armas de auto defesa. Próteses Bélicas foi um importante trabalho na carreira da artista, pois seus desdobramentos levaram Parayzo a pensar sobre os mecanismos de salvaguardar corpos dissidentes, objeto de pesquisa de seu próximo trabalho: Bixinhas.

Lyz Parayzo, Bixinha Circular Hexagonal da série Bixinhas, 2018

### Bixinhas - 2018
Dos desdobramentos de Próteses Bélicas e inspirada pela série de esculturas Bichos (1960), da artista Lygia Clark, nasceu Bixinhas, esculturas em aço que  levantam questões não só sobre a história da arte brasileira, mas também sobre as identidades discentes do tecido social; não é por acaso que o nome de seu trabalho é o diminutivo feminino de bichos, empregado de maneira pejorativa na fala cotidiana. Diferente das esculturas modulares e manipuláveis de Clark, que convidam o público a interagir com elas, as obras de Parayzo não cedem a esse grau de passividade, evidenciam o contrário, buscando afastar o espectador e proteger aquele corpo-objeto.